# Blacus spasskensis
Blacus spasskensis är en stekelart som beskrevs av Sergey A. Belokobylskij 1995. Blacus spasskensis ingår i släktet Blacus och familjen bracksteklar. Inga underarter finns listade.